# كوساكو ماسودا
كوساكو ماسودا (باليابانية: 増田 功作) (مواليد 30 أبريل 1976)، هو لاعب كرة قدم ياباني سابق كان يلعب كلاعب وسط.

## وصلات خارجية
- كوساكو ماسودا على موقع رابطة كرة القدم اليابانية للمحترفين (اليابانية)
- كوساكو ماسودا على موقع قاعدة بيانات كرة القدم.إي يو (الإنجليزية)
- كوساكو ماسودا على موقع Soccerway.com (الإنجليزية)
- كوساكو ماسودا على موقع عالم كرة القدم.نت (الإنجليزية)